# Les Ilhes
Les Ilhes (okzitanisch Las Ilhas) ist eine französische Gemeinde mit 61 Einwohnern (Stand 1. Januar 2022) im Département Aude in der Region Okzitanien. Sie gehört zum Arrondissement Carcassonne und zum Kanton La Vallée de l’Orbiel.

## Nachbargemeinden
Nachbargemeinden von Les Ilhes sind Roquefère im Norden, Fournes-Cabardès im Südosten, Villanière im Südwesten und Mas-Cabardès im Nordwesten.

## Bevölkerungsentwicklung
| Jahr      | 1962 | 1968 | 1975 | 1982 | 1990 | 1999 | 2013 |
| Einwohner | 147  | 148  | 101  | 90   | 77   | 58   | 50   |